# RuneScape Classic
RuneScape Classic er et 3-D Java-baseret MMORPG (Massively Multiplayer Online Roleplaying Game) computerspil.
RuneScape Classic er lavet af firmaet Jagex. Runescape Classic udkom i januar 2001 og anden version RuneScape 2 blev udgivet i marts 2004. Runescape Classic er det første offentlige version af Runescape. Der har været en tidligere udgave, der var beta i en uge. Det blev kaldt DeviousMUD. 
Runescape Classic kan også spilles af 'gamle' spillere, som har været på siden en given dato og dem der er member kan også spille Runescape Classic. Folk, som spiller denne gamle version af Runescape anses som Oldschoolers. Altså folk der foretrækker originalen frem for det nye Runescape 2.[kilde mangler]
Selv her i 2018 kan man stadig spille RuneScape Classic, selv på din Android-telefon, men dog ikke på en officiel server .